# Joan Haslip
Joan Haslip (Londra, 27 febbraio 1912 – Bellosguardo, 19 giugno 1994) è stata una giornalista e scrittrice britannica.

## Biografia
Londinese di nascita ma italiana per formazione (per i suoi studi scelse Firenze e Parigi, Joan Haslipd deve gran parte della sua carriera giornalistica all'incarico per la sede italiana della BBC negli anni della seconda guerra mondiale, dal 1940 al 1944. All'epoca la Haslip, che successivamente avrebbe lavorato anche per il London Mercury, il Daily Mail, l'Evening News e per l'Illustrated London News, aveva già pubblicato tre dei suoi libri: Out of Focus (1931), Lady Hester Stanhope (1934) e Parnell (1937).
Il legame con l'Italia, però, non era dovuto solo agli studi: la madre, amica di Mark Twain, possedeva infatti una casa del XVI secolo a Firenze. Qui, nel quartiere di Bellosguardo, morì nel 1994.

## Opere
- (EN) Out of Focus, 1931.
- (EN) Lady Hester Stanhope. A Biography, London, Cobden-Sanderson, 1934.
- (EN) Parnell: A Biography, Cobden-Sanderson, London, 1937.
- Elisabetta d'Austria (The Lonely Empress: a Biography of Elisabeth of Austria), traduzione di Antonio Cettuzzi, Milano, Dall'Oglio, 1967.
- (EN) Lucrezia Borgia. A Study, London, Cassell, 1953.
- Il Sultano. La dissoluzione dell'impero ottomano attraverso la biografia di Abdulhamit II (The Sultan. The Life of Abdul Hamid, Cassell, 1958), traduzione di Mario Biondi, Collana Il Cammeo, Milano, Longanesi, 1992, ISBN 978-88-304-1051-0.
- Massimiliano e Carlotta (Imperial Adventurer: Emperor Maximilian of Mexico, 1971), traduzione di A. Pandolfi, Collana Il Cammeo, Milano, Longanesi, 1971, ISBN 978-88-304-0192-1. - Pubblicato negli USA col titolo The Crown of Mexico: Maximilian and His Empress Carlota, 1972.
- (EN) Catherine The Great: A Biography, London, Weidenfeld and Nicolson, 1977.
- L'imperatore e l'attrice, (The Emperor and The Actress, 1982), traduzione di Paola Campioli, Collana Il Cammeo, Milano, Longanesi, 1984, ISBN 978-88-304-0219-5.
- Maria Antonietta, (Marie Antoinette, 1987), traduzione di Amina Pandolfi, Collana Il Cammeo n.185, Milano, Longanesi, 1989., Premio Comisso sezione Biografia;[1]
- (EN) Madame du Barry: The Wages of Beauty, London, Weidenfeld and Nicolson, 1992.